# The Way It Is
The Way It Is (nebo též The Way It Is or Eurydice in the Avenues) je americký hraný film z roku 1985. Natočil jej režisér Eric Mitchell podle vlastního scénáře. Film sleduje skupinu herců, kteří v newyorské East Village nacvičují hru. Hlavní herečka je však nalezena mrtvá. Ve filmu hráli Vincent Gallo, Mark Boone Junior, Steve Buscemi, Rockets Redglare a další. Jde o vůbec první film, ve kterém hrál Steve Buscemi. Jde o černobílý film.